# Eldorado (São Paulo)
Eldorado is een gemeente in de Braziliaanse deelstaat São Paulo. De gemeente telt 14.514 inwoners (schatting 2009).

## Aangrenzende gemeenten
De gemeente grenst aan Barra do Turvo, Cajati, Capão Bonito, Iporanga, Jacupiranga, Registro, Ribeirão Grande en Sete Barras.
Jair Bolsonaro, de 38e president van Brazilië, groeide op in Eldorado.